# Yves Larock
Yves Cheminade (Neuchâtel; 20 de abril de 1977), conocido profesionalmente como Yves Larock, es un DJ y productor suizo. Formó parte de la agrupación Africanism All Stars, y es propietario del sello discográfico Millia Records. 
Su canción "Rise Up" fue una pista popular de los clubes en toda Europa y alcanzó el número 13 en la UK Singles Chart para la semana que comienza el domingo 19 de agosto de 2007.
En Malta, "Rise Up" comenzó ganando Airplay a principios de junio y finales de julio en todo agosto y septiembre se convirtió en un gran éxito y un fenomenal éxito superando las cartas de varias semanas. Se quedó en las listas durante meses.
En España, "Rise Up" alcanzó el número 1 de Los 40 Principales el 13 de septiembre de 2008.

## Discografía

### Álbumes
- Rise Up (2008)[2]

1. Rise Up[3]
2. Say Yeah![4]
3. Listen To The Voice Inside[5]
4. The Night[6]
5. Sound Of My Heart[4]
6. By Your Side[7]
7. Things You Do[8]
8. I Want More[9]
9. Sunshine Behind[10]
10. The Heat[11]
11. Respect[12]
12. On My Own[13]
13. Good Old Days[14]
14. Anymore[15]
15. Rise Up (Moonraisers Remix)[16]

- Manego (2009)[17]

1. Glory[18]
2. Rise Up[19]
3. Million miles[20]
4. Electric Boogaloo[21]
5. Remember Me[22]
6. Listen to the Voice Inside[5]
7. I Want More[23]
8. Live with the Lions[24]
9. By Your Side[25]
10. The Night[26]
11. Ordinary World[27]
12. Sound of My heart[28]
13. Respect[29]
14. Rock with Me[30]
15. Anymore[31]
16. Life Is a Rodeo[32]

### Sencillos
- 2004 "Aiaka"[33]
- 2004 "Zookey"[34]
- 2005 "Red Dragon" (with Pascal Brunkow and Yasmin James)
- 2005 "Yves Larock EP"
- 2005 "Vibenight", as Yves Cheminade
- 2005 "Zookey (Lift Your Leg Up)" (with Roland Richards)
- 2006 "Losing Track of Time", as JD Davis & Yves Larock
- 2006 "Energía!" (as Brazilian Kiss)
- 2006 "Something on Your Mind", as Yves Larock vs. Discokidz (with Discokidz)
- 2007 "Attack of the Firebird", as Ludovic B & Yves (with Ludovic B)
- 2007 "Rise Up" (with Jaba (cantante de Moonraisers))
- 2008 "Zookey" (The Unreleased Remixes)
- 2008 "By Your Side"
- 2008 "Say Yeah"
- 2009 "Listen To The Voice Inside" (Yves Larock & Steve Edwards)
- 2010: "I Don't Know" (Yves Larock & Shermanology)
- 2010: "Million Miles" (featuring Fred Barrys)
- 2010: "Respect" (with Jaba)
- 2010: "Don't Turn Back"
- 2010: "Without Love" (Yves Larock & Tony Sylla feat. Tara McDonald)
- 2010: "Girl" (Yves Larock & Tony Sylla Feat. Akil Wingate)
- 2011: "Milky way"
- 2011: "If you're lonely" (Yves Larock & The Cruzaders)
- 2011: "Zoo"
- 2011: "Running Man" (Yves Larock & Jesús Luz feat. Liliana Almeida)
- 2011: "Viva Las Vegas" (Tony Sylla & Yves Larock)
- 2012: "Strange World" (Yves Larock & The Cruzaders)
- 2012: "Love Is a Battlefield"
- 2012: "Friday is Dark / Tape"

#### Sencillos en listas
| Año  | Sencillo                                            | Mejor posición en listas | Mejor posición en listas | Mejor posición en listas | Mejor posición en listas | Mejor posición en listas | Mejor posición en listas | Mejor posición en listas | Mejor posición en listas | Mejor posición en listas | Mejor posición en listas | Mejor posición en listas | Mejor posición en listas | Álbum               |
| Año  | Sencillo                                            | AUT                      | FRA                      | FR/DL                    | BEL (Val)                | BEL (Fla)                | UK                       | FIN                      | ITA                      | POR                      | SUI                      | HOL                      | SUE                      | Álbum               |
| ---- | --------------------------------------------------- | ------------------------ | ------------------------ | ------------------------ | ------------------------ | ------------------------ | ------------------------ | ------------------------ | ------------------------ | ------------------------ | ------------------------ | ------------------------ | ------------------------ | ------------------- |
| 2005 | "Zookey (Lift Your Leg Up)" (feat. Roland Richards) | —                        | 8                        | 18                       | 22                       | 21                       | —                        | —                        | —                        | —                        | —                        | 36                       | —                        | Africanism vol. III |
| 2007 | "Rise Up" (feat. Jaba)                              | 58                       | 8                        | 4                        | 29                       | 10                       | 13                       | 3                        | 8                        | 2                        | 16                       | 5                        | 32                       | Rise Up             |
| 2008 | "By Your Side" (feat. Jaba)                         | —                        | —                        | —                        | —                        | —                        | —                        | —                        | 27                       | —                        | 20                       | —                        | —                        | Rise Up             |
| 2008 | "Say Yeah"                                          | —                        | —                        | —                        | —                        | —                        | —                        | —                        | 15                       | —                        | 26                       | —                        | —                        | Rise Up             |

### Remixes
- 2002 Dirty Rockerz – "Let's Get Mad"
- 2005 Dub Deluxe – "Sex on Sax" (Yves Larock 'n' Yann Remix)
- 2005 Yves Cheminade (alias Yves Larock) – "Vibenight" (Yves Larock & Ludovic B Mix)
- 2005 XSS feat. Coolio – "Peepshow" (Ives "La Rock" Cheminade Club Mix)
- 2006 Major Boys vs. Kim Wilde – "Friday Night Kids"
- 2006 Tune Brothers – "Serenata" (Yves Larock 'n' Yann Remix)
- 2008 Sunchasers – "The Real Thing"
- 2008 JD Davis – "Thrill Factor (World Cup 2008)" (Yves Larock Dub Mix)
- 2009 The Cruzaders featuring Terri B – "One Nation"
- 2009 Rico Bernasconi – "Hit the Dust"
- 2009 Anané – "Let’s Get High (Life Love Music)"
- 2009 Deepside Deejays – "Beautiful Days"
- 2009 Toni Granello – "Wings Of Love"
- 2009 Subdelux – "Paparazzi" (Yves Larock Club Edit)
- 2009 Moises Modesto feat. Duane Harden – "Free Your Soul"
- 2010 Cristian Marchi And Nari & Milani feat. Max C – "I Got You"
- 2010 Akcent – "That's My Name"
- 2010 Gurú Josh & Igor Blaska – "Eternity"
- 2010 Laurent Wolf Feat. Andrew Roachford – "Survive"
- 2010 Djaimin & The Oule Oule Family ft. Liah Karli – "Esengo"
- 2011 The Good Guys feat. Polina Griffith – "Spider's Bite"
- 2011 Jesús Luz – "Every Single Girl Tonight"
- 2012 SoundExtra & LOOPer – "Dodgy Moves"
- 2012 Richard Dinsdale feat. Henri Leo Thiesen & Robbie Senza – "Shake What Ya Mama Gave Ya"
- 2013: Dimitri Vegas & Like Mike, Coone - Madness